# 社田鼠
社田鼠（学名：Microtus socialis）为仓鼠科田鼠属的动物，分布于中国、伊朗、哈萨克斯坦、叙利亚、土耳其和乌克兰。在中国大陆，分布于新疆等地，主要栖息于草原、半荒漠（潮湿地方）。该物种的模式产地在乌拉尔河。

## 亚种
- 社田鼠博格多亚种（学名：Microtus socialis bogdoensis），Wang et Ma于1982年命名。在中国大陆，分布于新疆博格多山等地。该物种的模式产地在新疆阜康、木垒。[3]
- 社田鼠哈萨克亚种（学名：Microtus socialis gravesi），Goodwin于1934年命名。在中国大陆，分布于新疆等地。该物种的模式产地在哈萨克斯坦克孜尔河北部。[4]